# Joseph Conrad (voilier)
Pour les articles homonymes, voir Joseph Conrad (homonymie) et Conrad.
Le Joseph Conrad est l'un des plus petits trois-mâts carré à coque acier construits des temps modernes.
Il est maintenant un bateau musée, au Mystic Seaport (Museum of America and the Sea) de Mystic dans le Connecticut.

## Histoire
Il fut construit dans les chantiers navals de Copenhague en 1882 sous le nom de Georg Stage, en tant que navire-école des cadets de la marine marchande danoise.
Il forma jusqu'à sa vente en 1934, plus de 4000 élèves, sur des sessions de 6 mois, en naviguant essentiellement en mer Baltique et en mer du Nord.

En 1905, le Georg Stage I fut heurté par un cargo britannique et coula, avec 22 élèves-officiers. Il fut renfloué et continua sa carrière.
Après cinquante-deux ans de service, il est sauvé de la démolition en étant racheté par le capitaine Alan Villiers. 

Le Georg Stage II fut construit en 1935 pour lui succéder.
En 1934, sous pavillon du Royaume-Uni, il est rebaptisé Joseph Conrad en l'honneur du célèbre auteur Joseph Conrad et fait un tour du monde sur 2 ans. Il part le 22 octobre 1934 d'Ipswich, traverse l'océan atlantique jusqu'à New York, puis à Rio de Janeiro, l'océan Indien, escales à Sydney, Nouvelle-Zélande et Tahiti, passage par le Cap Horn et retour à New-York le 16 octobre 1936 après avoir parcouru environ 57 000 milles.
En 1936, il est revendu à George Huntington Hartford qui lui ajoute un moteur moderne et s'en sert durant trois ans comme yacht privé.
En 1939, le bateau est transféré à Hartford par la commission maritime US pour devenir un bateau-école pour la marine marchande américaine.
Après la seconde guerre mondiale, il est transféré au Mystic Seaport. En plus d'être un bateau musée il sert encore de navire de formation statique.